# 籠手

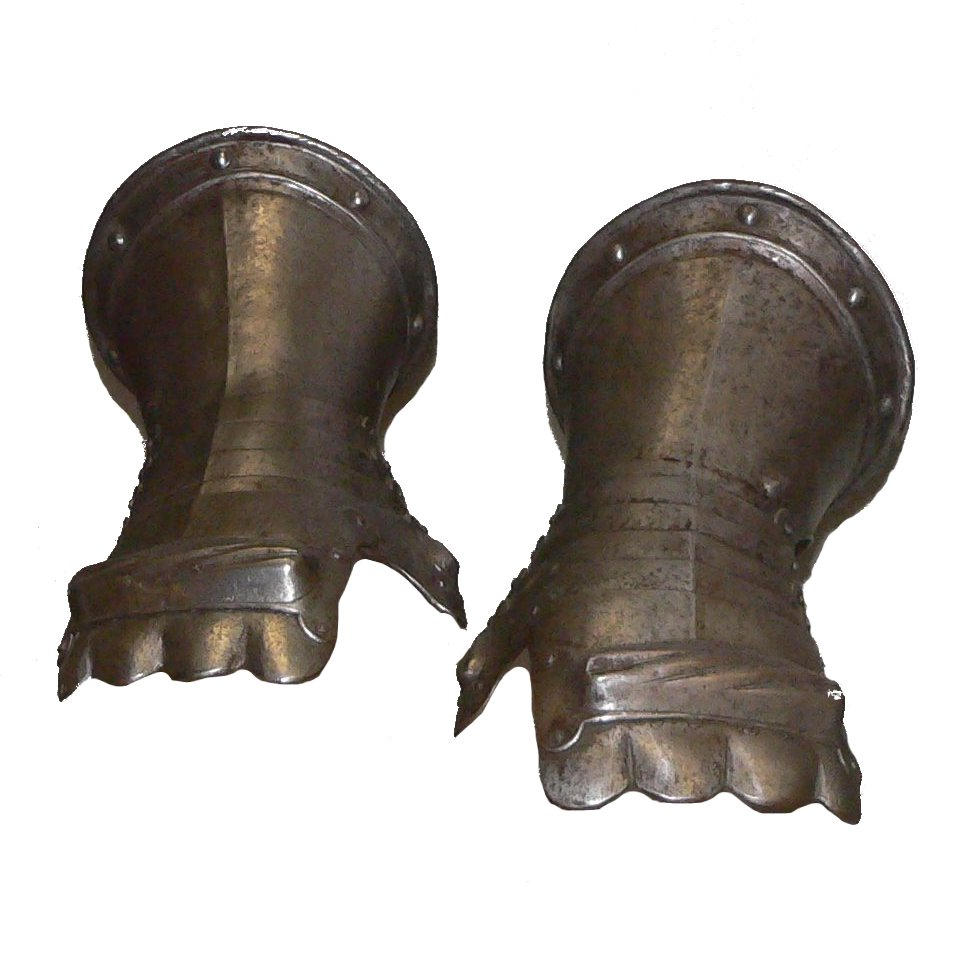
16世紀のドイツの籠手

籠手（こて、小手、甲手、篭手）は戦闘時に前腕部から手の甲までを守るための防具。材質は革、鉄、青銅、丈夫な布地など。拳闘士の手を保護する防具も籠手（ナックルガード）とよばれるが、一般的には斬撃を防ぐ目的の防具を言う。

## 剣道の籠手

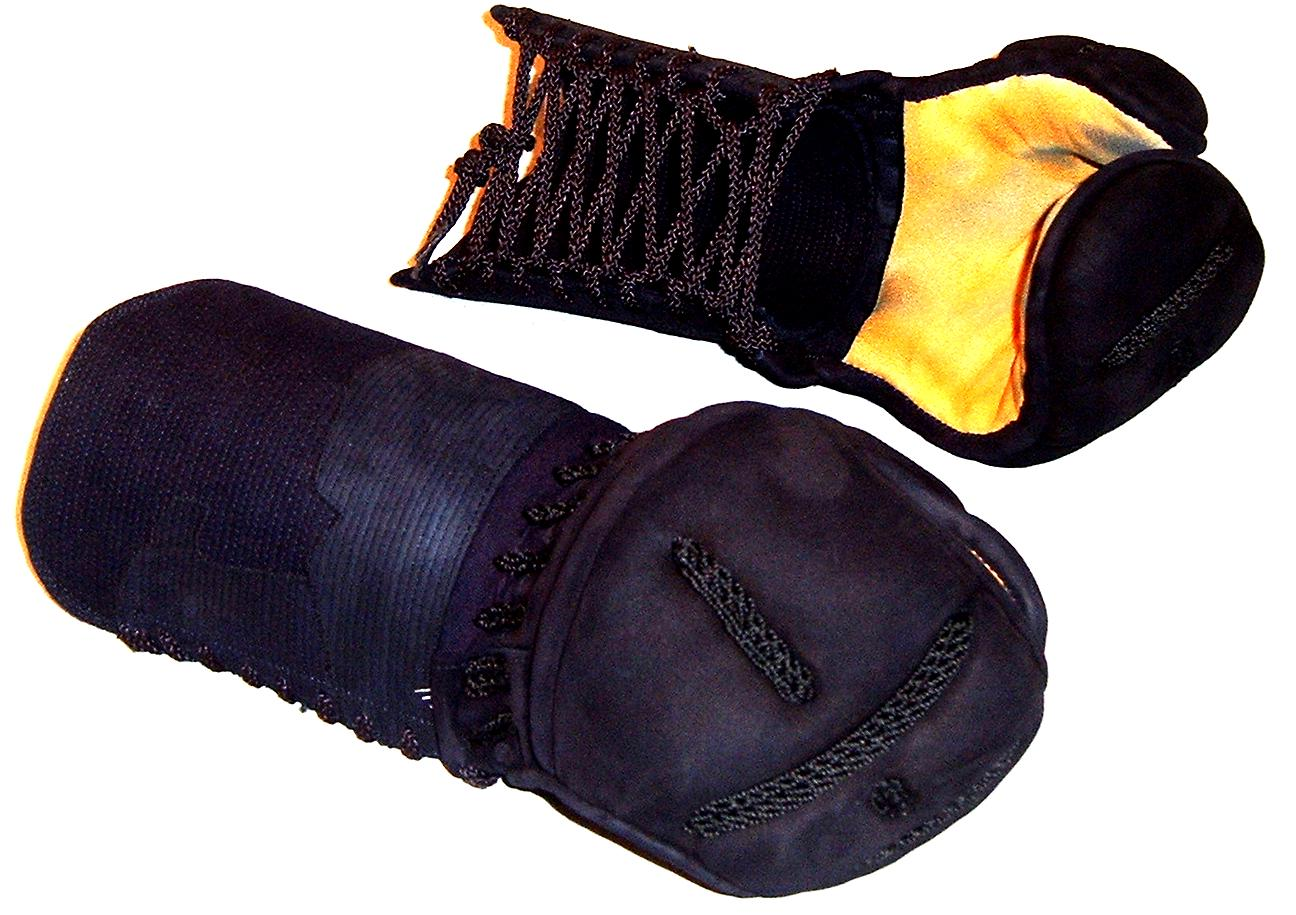
剣術の籠手

素材には主に鹿革や牛革、クラリーノなどが使われている。指部分は親指とその他4本の指の2つに分かれている。各部の名称は上から籠手頭（こてがしら）、けら、筒（つつ）、籠手布団（籠手布団）、手の平部分を手の内（てのうち）、籠手布団を結び合わせている部分を籠手紐（こてひも）という。また、籠手自体の漢字表記は『小手』『甲手』などとされることが多い。手の内部分の革は長期間の使用などにより破れることがあり、その際は革の張り替えなどの修繕が必要である。

## 日本の籠手

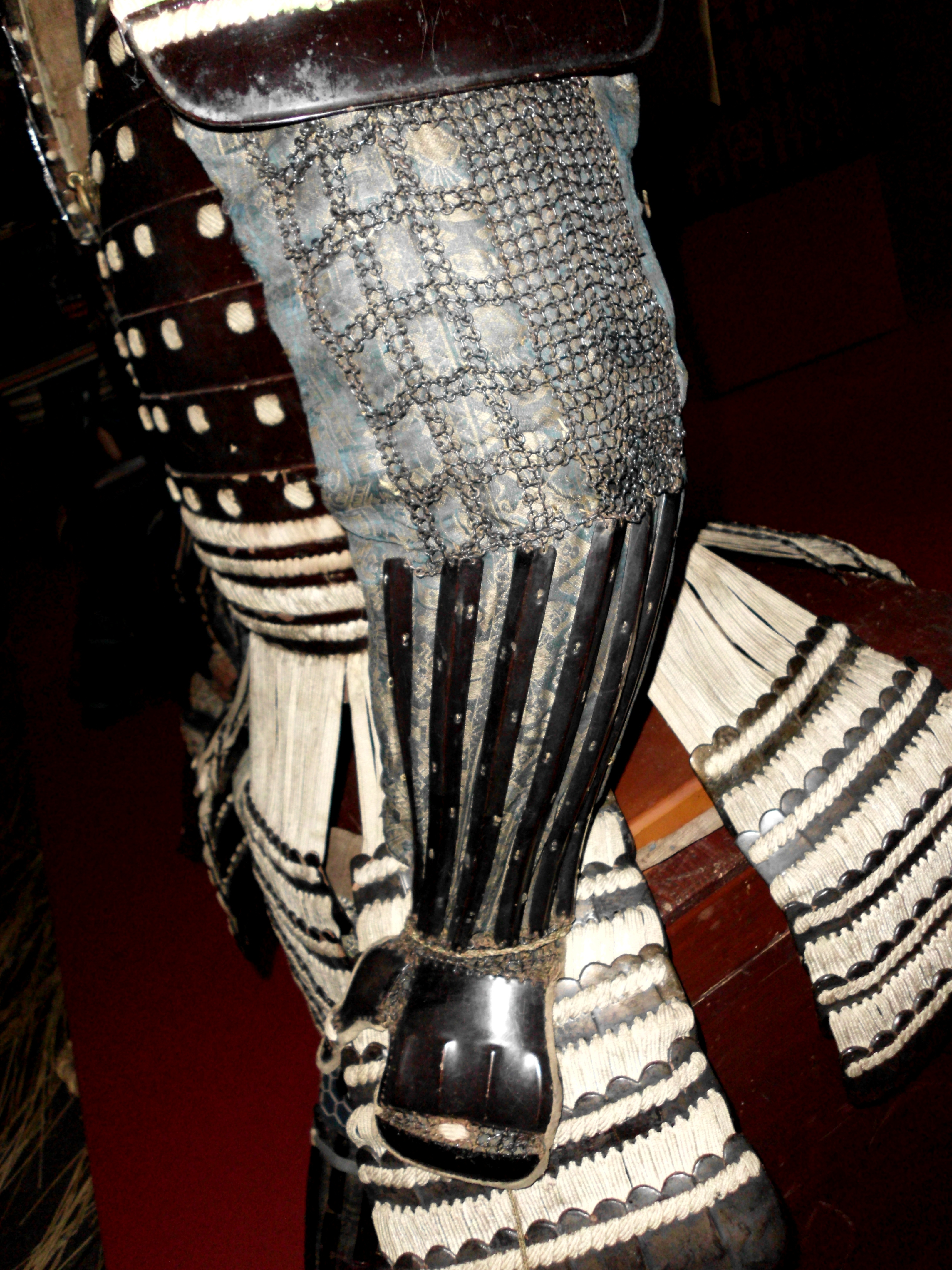
日本の籠手（当世具足の篠籠手）

小具足の1つに分類される。家地（いえじ）と呼ばれる筒袖の形をした丈夫な布地に、縫いつけた鉄板もしくは革で腕から手の甲まで繋がっている。手の甲は手甲と呼ばれる部品で保護されているが、時代が下ると「摘手甲（つみてっこう）」と呼ばれる、手甲から独立した親指を保護するための「大指」という部品を付けたしたものが作られた。他の指部分は露出しているものがほとんどである。これは弓を射るときに指の自由度が必要だったからと考えられている。一般的に籠手を用いる場合は大鎧を用いる上級武士は左手のみに着用し、下級武士は両手に着用することが多かったが、時代が下り戦闘様式が変化するにつれて上級武士も両手に着用するようになった。
主に鯰籠手・筒籠手・瓢籠手・篠籠手・仕付籠手などに分類される。形状の変わったものとして左右両手部分が繋がっている指貫籠手（さしぬきごて）、肘から手の甲までの半籠手がある。

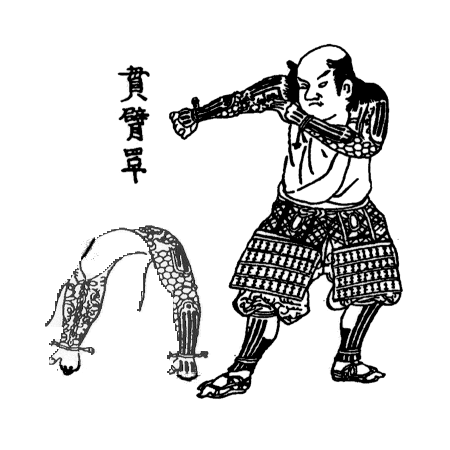
日本の籠手（指貫籠手）

この他、布地に鎖を縫いつけた「鎖籠手」もあり（『広辞苑』にも記載がある）、『太平記』巻十七「山門攻」には「熊野の兵共が指先まで鎖たる籠手をつけていた」と記述される。上泉信綱伝の『訓閲集』（大江家兵法書を戦国風に改めた兵書）巻八「甲冑・軍器」の記述によれば、弓小手の場合は鎖を用いないとする。

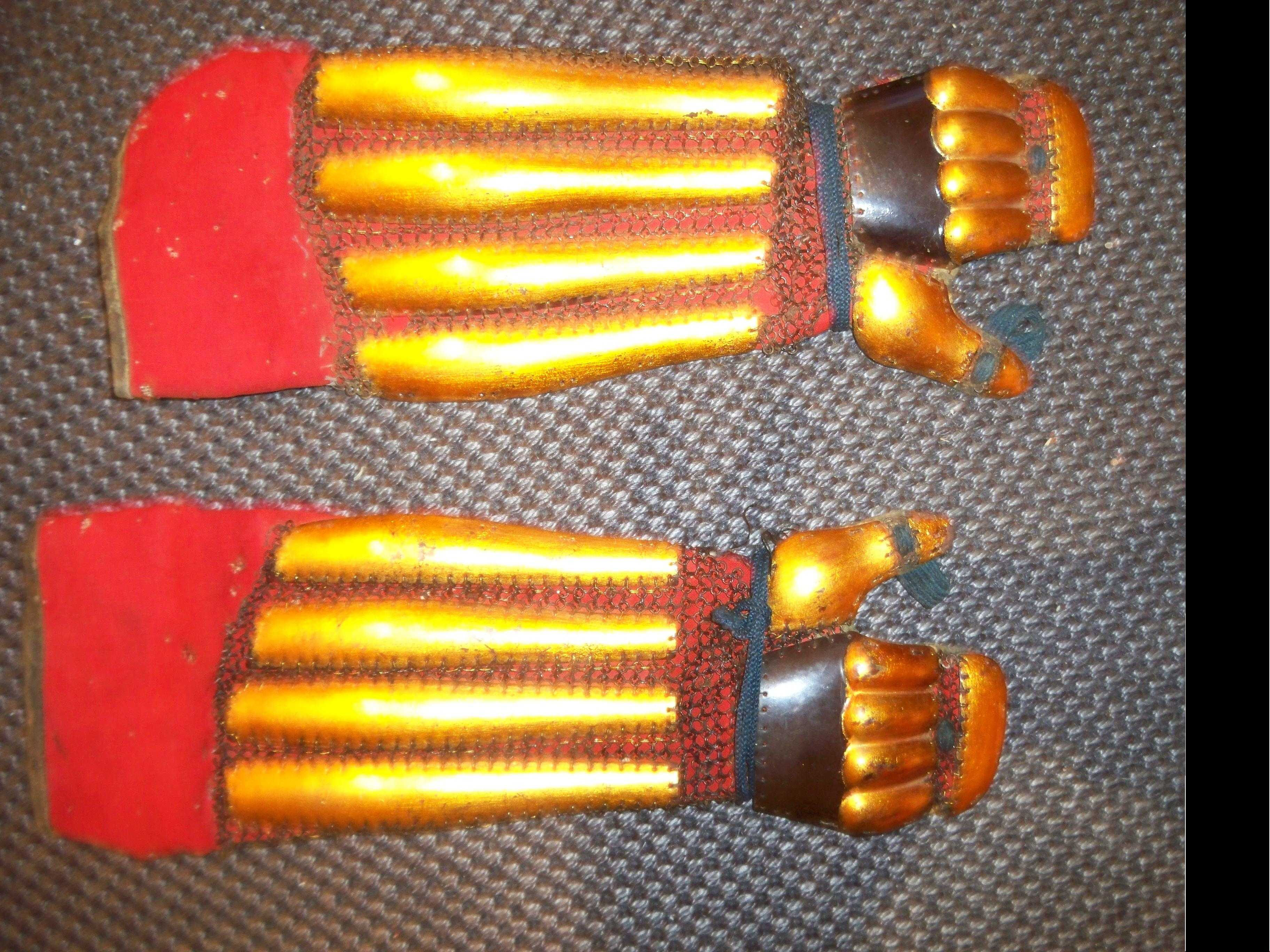
日本の籠手（半籠手）

武士によっては、籠手に多くの筋金を入れて盾代わりとしており、野口一成はある剣客との仕合で木刀を左腕で受け止め、右手の木刀で突き倒したところ、「腕で受ける剣術というものはない」と冷笑されたため、具足櫃から籠手を取り出して見せたが、その籠手には多くの太刀痕が残っていたとされる。
著名なものでは、「義経籠手」の異名を持つ鎌倉時代末期の鯰籠手が、春日大社に所蔵されている（重要文化財）。

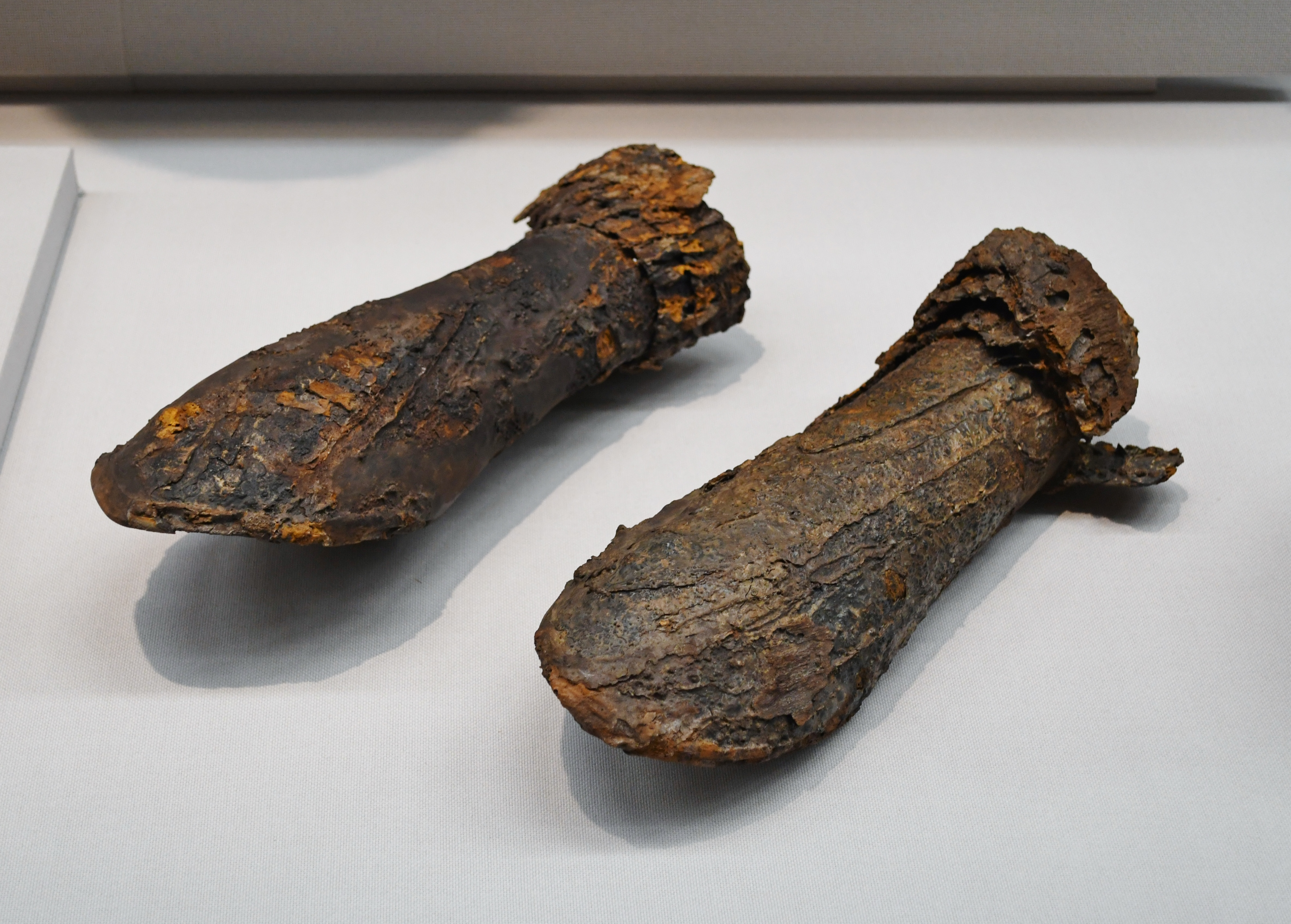
古墳時代の籠手（岡山県天狗山古墳出土、東京国立博物館蔵）

## 西洋甲冑の籠手
ローマ時代までは一部を除き、前腕部が覆われ手の部分を保護したものは少ない。十字軍の時代に鎖編みの二股手袋（マフラ、muffler）が登場する。この時代のものはチェインメイルと一体であった。板金鎧が発達すると籠手も複雑な構成となり手袋状の「ゴーントリット」となる。このタイプは拳部分に相手を殴るためのスパイクをつけたものもあった。二股タイプは「ミトン」と呼ばれた。
板金のミトンは丈夫で重い。薔薇戦争時代ではさらにオーバーガードをつけたものもあった。これは、白兵接近戦が多かったことを意味する。